# Kristian Bjørnsen
Kristian Bjørnsen (* 10. Januar 1989 in Stavanger, Norwegen) ist ein norwegischer Handballspieler, der dem Kader der norwegischen Nationalmannschaft angehört.

## Karriere
Kristian Bjørnsen spielte bis 2009 für den norwegischen Verein Stavanger Håndball. Anschließend schloss sich der Rechtsaußenspieler dem norwegischen Erstligisten Fyllingen Håndball an. 2014 wechselte der Linkshänder zum schwedischen Erstligisten IFK Kristianstad, mit dem er 2015 und 2016 die schwedische Meisterschaft gewann. Ab dem Sommer 2016 stand er beim deutschen Bundesligisten HSG Wetzlar unter Vertrag. Im Sommer 2021 wechselte er zum dänischen Erstligisten Aalborg Håndbold. Zu Beginn der Saisons 2022/23 und 2024/25 gewann er mit Aalborg den dänischen Supercup, 2023/24 und 2024/25 die Meisterschaft sowie 2024/25 den Pokal.
Bjørnsen hat 215 Länderspiele für die norwegische Handballnationalmannschaft bestritten. Mit Norwegen nahm er an der Handball-Europameisterschaft 2016 in Polen teil. Mit Norwegen wurde er 2017 und 2019 Vize-Weltmeister. Mit Norwegen nahm er an den Olympischen Spielen in Tokio teil. Zudem stand er bei der Weltmeisterschaft 2023 im Aufgebot. Bei der Weltmeisterschaft 2025 warf er 15 Tore in sechs Spielen und erreichte mit der Auswahl den 10. Platz.

## Sonstiges
Seine Schwester Line spielt ebenfalls professionell Handball.